# زيتون بورنو

زيتون بورنو ضمن إسطنبول.

زيتون بورنو هي إحدى بلديات مدينة إسطنبول. تقع في الشطر الأوربي من المدينةـ، عدد سكانها 283 ألف نسمة ، وتقع منطقة زيتون بورنو في القسم الأوروبي من إسطنبول على بحر مرمرة، تعتبر من أجمل وأهم مناطق المركز، وتقع بنقطة هامة بين مطار أتاتورك وقلب المركز القديم، شمالها مطقة بايرام باشا جنوبها بحر مرمرة، غربها منطقة بكركوي وإلى الشرق منها منطقة الفاتح وسلطان أيوب.

## تاريخ المنطقة
كانت المنطقة قديماً عبارة عن بلدة صغيرة وفي بداية 1958 بدأ الاهتمام الحكومي بها لتتحول إلى حي هام من أحياء مدينة إسطنبول، حيث تم بناء العديد من المراكز والدوائر الحكومية فيها، كما تشتهر المنطقة بكثرة المنتزهات والحدائق التي تقع على البحر مباشرة مما يجعل منها وجهة لسكان المنطقة والمناطق المجاورة لقضاء أوقات الراحة.
تنقسم المنطقة إلى حي بسيط قديم تتنوع فيه الخيارات السكنية والشقق ضمن نظام الأبنية العادية بطوابق منخفضة، وقسم تنتشر به الأبراج والمجمعات السكنية التي توسع انشاؤها في الفترات السابقة والتي تتمتع بإطلالات بحرية مميزة، حيث أنها تقع على البحر مباشرة مما أكسبها غلاء في الأسعار، كما يتميز الحي بتنوع ساكنيه حيث يضم مزيج من الأتراك والأجانب من جنسيات متعددة.

## عوامل جذب هامة لمنطقة زيتون بورنو
- تقع المنطقة على بعد 20 دقيقة فقط من مطار أتاتورك.
- يعد حي زيتون بورنو ضمن مركز مدينة إسطنبول يقع على بعد 15 دقيقة فقط من ميدان تقسيم و 20 دقيقة عن منطقة بشكتاش.
- تعتبر المنطقة عقدة مواصلات هامة حيث تصل اليها كافة خطوط المواصلات في المدينة (متروبوس، مترو انفاق، ترام واي، سفن بحرية، باصات نقل عام)
- تقع المنطقة على ساحل البحر مباشرة مما يكسبها طابعاً مميزاً.
- تضم العديد من المرافق الحكومية والخدمية التي تساعد على تلبية الاحتياجات واجراء المعاملات.
- تنتشر بها العديد من خيارات الشقق السكنية والمجمعات السكنية بأسعار تناسب مختلف الفئات والشرائح.
- وقوعها بالقرب من أحد الطرق الرئيسية في إسطنبول وهو خط ال E5.
- وجود العديد من مراكز التسوق والخدمات فيها.
- قربها من الميناء البحري التابع لمنطقة بكركوي.

## موقع زيتون بورنو ضمن السوق العقاري التركي
شهدت المنطقة نهضة نوعية في العمران والقطاع العقاري بشكل عام وخاصة بسبب موقعها الحيوي كعقدة مواصلات بالإضافة لقربها من البحر، فزاد عدد المشاريع السكنية المقامة فيها والتي شهدت إقبالاً كبيراً من المستثمرين وأصحاب رؤوس الأموال على شراء الشقق في إسطنبول منطقة زيتون بورنو.
كانت المنطقة سابقاً نقطة تجارية وصناعية لعدد من الحرف والمهن وبدأت تدريجيا تأخذ طابعاً جديدً مع تطور وتوسع العمران في إسطنبول.
فظهر بها العديد من مشاريع الاستثمار العقاري، وتوجهت أنظار المستثمرين اليها لما تتمتع به من موقع مميز وإطلالات بحرية، كما أنها غنية بالمرافق الحيوية والخدمية.
وكثرت المشاريع الحكومية من حدائق ومراكز تسلية ومنتزهات تخدم سكان المنطقة.
كل ذلك ساهم برفع سعر العقار في منطقة زيتون بورنو حيث أصبح سعر المتر يتراوح بين 12 إلى 15 ألف ليرة تركي للمتر الواحد ضمن المجمعات السكنية التي اعتمدت نظام توفر كافة الخدمات التي تلبي احتياجات قاطنيها مع فخامة في البناء وأناقة في الإكساء، مع توفر خيارات متعددة من الشقق من خيار الغرفة وصالة وحتى الأربع والخمس غرف بما يلبي كافة المتطلبات.

## المواصلات إلى منطقة زيتون بورنو
وقوع منطقة زيتون بورنو ضمن عقدة وسط بين مطار أتاتورك ووسط إسطنبول، جعل منها مركز لتوزع كافة المواصلات وخطوط المترو التي تصل إلى كل أنحاء إسطنبول وأهمها:
1. خط مترو الانفاق كيرازلي – يني كابي الذي يمر بأكثر من 20 نقطة ويصل إلى معظم مناطق إسطنبول.
2. خط المتروبوس الذي يعتبر من أهم خطوط المواصلات حيث أنه يتبع خط مسير واضح يبدأ من القسم الأوروبي وينتهي في القسم الآسيوي عابراً أكثر من 35 محطة وفق خط سير منفرد بعيد عن ازدحام السير وبوقت زمني لا يتجاوز 55 دقيقة لكامل الرحلة.
3. الترام واي: وهو القطار الكهربائي الذي يعتبر أقدم وسيلة مواصلات يمر ضمن منطقة زيتون بورنو ليصل إلى معظم الأحياء الأثرية والقديمة في إسطنبول مثل (سلطان أحمد – كبتاش – أمينونو)
4. المرفأ البحري المتواجد ضمن منطقة بكركوي على بعد 5 دقائق من زيتون بورنو ويمكن الانتقال من خلال السفن الموجودة فيه إلى القسم الآسيوي مباشرة وإلى عدد من المدن السياحية البحرية مثل بورصة – يالوفا – مودانيا.
5. خط مترو البحر (مرمراي) الذي يمكن الوصول اليه عن طريق مترو انفاق منطقة زيتون بورنو ضمن خط يني كابي، حيث يتم تبديل المترو والانتقال إلى مترو مرمراي الذي يصل بنا مباشرة إلى القسم الآسيوي ضمن مسافة لا تتجاوز ال 15 دقيقة بعيدا عن ازدحام الجسور والمواصلات.
6. باصات النقل العام: التي تتواجد ضمن كل أحياء إسطنبول وتنطلق من محطات واضحة ضمن خطة سير منظمة مرمروا بكافة أحياء المدينة.

## أهم المناطق الترفيهية في زيتون بورنو
1. مول مرمرة فورم الذي يعد من أكبر المولات والمراكز التجارية في المنطقة، يضم عشرات المحال لبيع كافة المستلزمات مع خدمات ترفيهية كاملة للأطفال، بالإضافة لوجود مول أوليفيوم الذي يوفر كافة المتطلبات.
2. ساحل زيتون بورنو الذي يضم العديد من المقاهي والكافيات والحدائق، بالإضافة لوجود أماكن مخصصة للعب الأطفال.
3. وجود عدد من الكنائس والمساجد الأثرية التي تعتبر وجهة لعدد من السياح.
4. يوجد في المنطقة مواقع تاريخية هامة ومتاحف أثرية.
5. تقع المنطقة بالقرب من أسواق مارتر الشهيرة التي تعتبر مركز تسوق كبير يختص بتجارة الجملة في قطاع يأتيه الزوار من كافة البلدان.[3]

## منطقة مركز أفندي في زيتون بورنو
يقع المركز مباشرة على الشارع الرئيسي، بالرغم من صغر المساحة الفعلية للمركز إلا أنه يجذب آلاف الزوار يومياً بسبب تنوع المطاعم والمقاهي الموجودة في القسم الخارجي للمركز. أما داخل المركز، فيحتوي على مجموعة من العلامات التجارية والمطاعم وألعاب الأطفال والمزيد من الخدمات كتصريف العملات وشركات الاتصالات والتصوير الفوتوغرافي. كذلك يتميز بقربه من الفروع المركزية لأهم البنوك التركية والأجنبية الموجودة في إسطنبول.

## الخدمات الصحية في زيتون بورنو
حرصت الحكومة التركية بالتعاون مع وزارة الصحة والمستثمرين لتأسيس مستشفيات ومراكز طبية متنوعة لخدمة سكان وزائري منطقة زيتون بورنو. وأهم هذه المؤسسات:
- مشفى Yedikule للأمراض الصدرية.
- مشفى Balıklı Rum الخاص.
- مشفى أوراسيا Avrasya.
- مشفى Sante Plus الخاص.

## التعليم في زيتون بورنو
تضم زيتون بورنو 3 أحرم جامعية لعدة جامعات مختلفة، وهي:
- جامعة يني يوز ييل Yeni Yüzyıl.
- جامعة السلطان فاتح الوقفية Fatih Sultan Mehmet.
- مبنى الكليات الصحية لجامعة كوتش Koç.
- كما تقع بالقرب منها العديد من المدارس الدولية.

## المصدر
1. ↑  GeoNames (بالإنجليزية), 2005, QID:Q830106
2. ↑  السكان والبنية الديموغرافية - İstanbul Büyükşehir Belediyesi نسخة محفوظة 07 مارس 2016 على موقع واي باك مشين. [وصلة مكسورة]
3. ↑  "منطقة زيتون بورنو في إسطنبول | كل ما تريد معرفته عن زيتون بورنو". الفارس للاستثمار العقاري. 30 مارس 2019. مؤرشف من الأصل في 2020-10-30. اطلع عليه بتاريخ 2021-01-12.